# Apostolischer Nuntius in China
Der Apostolische Nuntius in China ist der ständige Vertreter des Heiligen Stuhls bei der Regierung von Taiwan.
Da der Heilige Stuhl bis heute offiziell die taiwanische Regierung und nicht die Regierung in Peking als Vertreter Chinas anerkennt, ist der Nuntius in Taiwan zuständig für die Volksrepublik China, die Republik China (Taiwan), Hongkong und Macau. Seit ihrem Umzug von Nanjing, damals Hauptstadt der Republik China, im Jahr 1952 befindet sich die Apostolische Nuntiatur für China in Taipeh.
Die Bemühungen um offizielle diplomatische Beziehungen zwischen dem Heiligen Stuhl und China gehen bis in das 19. Jahrhundert zu Zeiten der Qing-Dynastie zurück, wurden aber lange Zeit von Frankreich, dem die katholischen Missionen in China unterstanden, verhindert. Erst ab 1922 schickte der Heilige Stuhl apostolische Gesandte ohne diplomatischen Rang nach Peking und 1946 den Titularbischof Antonio Riberi als Internuntius nach Nanjing. Riberi wurde 1951 von der kommunistischen Regierung von Mao Zedong ausgewiesen unter dem Vorwand einer Verschwörung und geplanten Ermordung Maos, in die der Heilige Stuhl angeblich verstrickt gewesen sein soll. 1952 zog die Internuntiatur nach einem provisorischen Aufenthalt in Hongkong nach Taipeh um, weil der Heilige Stuhl die taiwanische Regierung fortan als Vertreter ganz Chinas anerkannte, und wurde 1966 zur Nuntiatur aufgewertet. Der letzte Pro-Nuntius war Edward Idris Cassidy, der sein Amt am 25. Oktober 1971 aufgeben musste. An diesem Tag erkannten die Vereinten Nationen in der Resolution 2758 der UN-Generalversammlung die Volksrepublik China als alleinigen Vertreter des chinesischen Volkes an und schlossen somit Taiwan praktisch aus. Da allerdings Verhandlungen des Vatikans mit der Volksrepublik China um diplomatische Beziehungen in der Folge keine Ergebnisse brachten, wurde die apostolische Nuntiatur in Taipeh im August 1972 wiedereröffnet, wenngleich seither alle Leiter der Nuntiatur aus politischen Gründen lediglich Geschäftsträger und keinen Nuntien mehr sind.
| ernannt/akkreditiert: | Apostolischer Nuntius    | Bemerkungen           | Papst             | Premierminister der Republik China (Taiwan) | Posten verlassen |
| --------------------- | ------------------------ | --------------------- | ----------------- | ------------------------------------------- | ---------------- |
| 1922                  | Celso Costantini         | Apostolischer Delegat | Pius XII.         | Wang Ch'ung-hui                             | 1933             |
| 1934                  | Mario Zanin              | Apostolischer Delegat | Pius XII.         | Wang Jingwei                                | 1946             |
| 1946                  | Antonio Riberi           | Internuntius          | Pius XII.         | T. V. Soong                                 | 1959             |
| 1959                  | Giuseppe Caprio          | Internuntius          | Johannes XXIII.   | Chen Cheng                                  | 1966             |
| 1966                  | Giuseppe Caprio          | Pro-Nuntius           | Paul VI.          | Yen Chia-kan                                | 1967             |
| 1967                  | Luigi Accogli            | Pro-Nuntius           | Paul VI.          | Yen Chia-kan                                | 1970             |
| 1970                  | Edward Idris Cassidy     | Pro-Nuntius           | Paul VI.          | Yen Chia-kan                                | 1971             |
| 1972                  | Francesco Colasuonno     | Geschäftsträger       | Paul VI.          | Chiang Ching-kuo                            | 1974             |
| 1974                  | Thomas A. White          | Geschäftsträger       | Paul VI.          | Chiang Ching-kuo                            | 1978             |
| 1978                  | Paolo Giglio             | Geschäftsträger       | Johannes Paul I.  | Sun Yun-suan                                | 1986             |
| 1986                  | Piero Biggio             | Geschäftsträger       | Johannes Paul II. | Yu Kuo-hwa                                  | 1988             |
| 1988                  | Adriano Bernardini       | Geschäftsträger       | Johannes Paul II. | Yu Kuo-hwa                                  | 1992             |
| 1992                  | Juliusz Janusz           | Geschäftsträger       | Johannes Paul II. | Hau Pei-tsun                                | 1995             |
| 1995                  | Joseph Chennoth          | Geschäftsträger       | Johannes Paul II. | Lien Chan                                   | 1999             |
| 1999                  | Adolfo Tito Yllana       | Geschäftsträger       | Johannes Paul II. | Vincent Siew                                | 2001             |
| 2002                  | James Patrick Green      | Geschäftsträger       | Johannes Paul II. | You Si-kun                                  | 2003             |
| 2003                  | Ambrose Madtha           | Geschäftsträger       | Johannes Paul II. | You Si-kun                                  | 2008             |
| 2008                  | Paul Fitzpatrick Russell | Geschäftsträger       | Benedikt XVI.     | Liu Chao-shiuan                             | 2016             |
| 2016                  | Slađan Ćosić             | Geschäftsträger       | Franziskus        | Chang San-cheng                             |                  |

## Weblink
- Eintrag zu Apostolischer Nuntius in China auf catholic-hierarchy.org